# La Columna de Foc
La Columna de Foc: fulla de subversió espiritual va ser una revista avantguardista que sortí a Reus des de l'1 d'octubre del 1918 fins al maig del 1920.

## Història
Fundada per Salvador Torrell, que actuava de director, Josep Maria Prous i Vila i Bonaventura Vallespinosa, propiciava a Reus el futurisme de Marinetti i Alomar. Els 10 números de La Columna de Foc constitueixen, segons Magí Sunyer, la més important aportació de la cultura reusenca al moviment de les avantguardes d'entreguerres. Segueix l'exemple d'Un enemic del Poble, de Salvat-Papasseit, revista editada a Barcelona amb el mateix subtítol. Com a títol portava el que donà Gabriel Alomar al seu llibre de poemes editat l'any 1911. És bàsicament una revista literària on la creació, especialment poètica, s'alterna amb l'assaig. La relació directa que establiren els reusencs amb els representants oficials de l'avantguardisme literari com eren Salvat-Papasseit i Joaquim Folguera, seguidors de Marinetti i d'Apollinaire, fa pensar en l'interes del grup de Reus per participar en la dinàmica ordre/avantguarda, cultura/destrucció i recerca, defensada entre els anys 1916-1918 pels grups europeus avantguardistes. La Columna enregistra l'impacte de la Primera Guerra Mundial: al primer número, després de la data, proclama: "Època de la indignitat humana", i Jaume Aiguader hi publica un llarg article d'anàlisi: "Després de la guerra". El to rebel, seguint la tradició "satànica" alomariana, s'evidència a l'editorial del primer número on preval l'esperit de Prometeu i del non serviam luciferià.
Bonaventura Vallespinosa recorda: «Amb una petita colla de lletraferits i sota l'impuls de Salvador Torrell, vam emprendre la publicació de La Columna de Foc amb ingènues pretensions avantguardistes, l'edició de la qual pagàvem com podíem i repartíem de franc».

## Aspectes tècnics
Els vuit primers números s'editaren mensualment amb més o menys regularitat però els dos darrers no mostren cap ordre de periodicitat. El full estava redactat en català, tret d'un sol article: "A la regeneración por la escuela", escrit en castellà per Àngel Samblancat, i s'escrivia segons la moderna ortografia, tret d'alguna escassa vacil·lació. S'imprimia a la Impremta La Fleca, de Joan Grau.
El editors de La Columna de Foc van acollir a les seves pàgines una bona quantitat de modernistes desplaçats de l'actualitat literària, com ara Josep Costa i Pomés, Joan Puig i Ferreter, Alfons Maseras i Josep Maria de Sucre, i algun noucentista com Eugeni d'Ors, al costat de poetes contemporanis seus, com Joaquim Folguera, a qui dedicaren un homenatge en la seva mort, Josep Maria Millàs-Raurell, Ventura Gassol i Joan Salvat-Papasseit, el qual va publicar alguns poemes que després no va incorporar a cap llibre, com "Missenyora la Mort".
Altres col·laboradors van ser J. Duran i Ventosa, Josep A. Pellicer, Jaume Simó i Bofarull, Pere March, Víctor Borràs, Antoni Fuster Valldeperes, Pere Cavallé, Lluís Ferré, que en portava la direcció artística i estava relacionat amb el grup barceloní dels evolucionistes plàstics, alguns dels quals van aportar dibuixos i linòleums a la revista, J. Montaner i Joan Ferraté i especialment Gabriel Alomar.
El 1987 se'n va fer una edició facsímil

## Localització
- Biblioteca Central Xavier Amorós.[5]
- Biblioteca del Centre de Lectura, Biblioteca de Catalunya, Biblioteca de Montserrat, Biblioteca de la UAB.[6]